# كورفيز
كورفيز (بالتركية: Körfez)‏ هي بلدة ومقاطعة تقع في تركيا وهي تابعة لمحافظة قوجه ايلي في منطقة مرمرة ، انشئت المدينة من الجزء الشرقي من مدينة جبزي والجزء الغربي من إزميد عام 1987م. يحدها من الشمال مدينة سيل ومن الشرق درينجه ومن الجنوب الغربي ديلوفاسي ومن الغرب جبزي.